# Kubaczniki
Kubaczniki (biał. Кубачнікі; ros. Кубочники) – wieś na Białorusi, w obwodzie witebskim, w rejonie głębockim, w sielsowiecie Podświle.

## Historia
W czasach zaborów wieś w gminie Plissa, w powiecie dzisieńskim, w guberni wileńskiej Imperium Rosyjskiego.
W latach 1921–1945 wsie Kubaczniki I i Kubaczniki II leżały w Polsce, w województwie wileńskim, w powiecie dziśnieńskim w gminie Plisa, a od 1929 roku w gminie Hołubicze.
Według Powszechnego Spisu Ludności z 1921 roku zamieszkiwało tu 60 osób, wszystkie były wyznania prawosławnego. Jednocześnie 2 mieszkańców zadeklarowało polską a 58 białoruską przynależność narodową. Było tu 10 budynków mieszkalnych. W 1931 wieś Kubaczniki I w 5 domach zamieszkiwało 36 osób, a wieś Kubaczniki II w 13 domach zamieszkiwało 65 osób.
Wierni należeli do parafii prawosławnej w Hołubiczach. Miejscowość podlegała pod Sąd Grodzki w Głębokiem i Okręgowy w Wilnie; właściwy urząd pocztowy mieścił się w Hołubiczach.
W wyniku napaści ZSRR na Polskę we wrześniu 1939 miejscowość znalazła się pod okupacją sowiecką. 2 listopada została włączona do Białoruskiej SRR. Od czerwca 1941 roku pod okupacją niemiecką. W 1944 miejscowość została ponownie zajęta przez wojska sowieckie i włączona do Białoruskiej SRR.
Od 1991 w składzie niepodległej Białorusi.